# Антроповский район
Антро́повский райо́н — административно-территориальная единица (район) и муниципальное образование (муниципальный район) в центре Костромской области России.
Административный центр — посёлок Антропово.

## География
Площадь района — 2470 км².
Основные реки — Нёмда, Шуя, Нея, Кусь.

## История
Район образован 25 января 1935 года в составе Ивановской Промышленной области из частей Палкинского, Галичского и Парфеньевского районов. 31 марта 1936 года отошёл к Ярославской области, 13 августа 1944 года — к Костромской.
В 1959 году Антроповский район был упразднён, а его территория разделена между Палкинским и Парфеньевским районами. В 1966 году Палкинский район был переименован в Антроповский.
Законом Костромской области от 30 декабря 2004 года район был также наделён статусом муниципального района как муниципальное образование, в составе которого были образованы муниципальные образования нижнего уровня со статусом сельских поселений.
В соответствии с Законом Костромской области от 9 февраля 2007 года N 112-4-ЗКО Антроповский район как административно-территориальная единица области также сохраняет свой статус.

## Население
| 2002  | 2008  | 2009  | 2010  | 2011  | 2012  | 2013  | 2014  | 2015  |
| ----- | ----- | ----- | ----- | ----- | ----- | ----- | ----- | ----- |
| 9088  | ↘8302 | ↗8412 | ↘7182 | ↘7141 | ↘6885 | ↘6655 | ↘6424 | ↘6112 |
| 2016  | 2017  | 2018  | 2019  | 2020  | 2021  |       |       |       |
| ↘5988 | ↘5838 | ↘5724 | ↘5608 | ↘5460 | ↘5296 |       |       |       |

### Национальный состав
По итогам переписи населения 2020 года проживали следующие национальности (национальности менее 0,1 % и другое, см. в сноске к строке «Другие»):
| Национальность | Численность, чел. | Доля     |
| -------------- | ----------------- | -------- |
| Русские        | 4991              | 94,24 %  |
| Цыгане         | 60                | 1,13 %   |
| Чеченцы        | 34                | 0,64 %   |
| Молдаване      | 19                | 0,36 %   |
| Ингуши         | 14                | 0,26 %   |
| Украинцы       | 14                | 0,26 %   |
| Даргинцы       | 13                | 0,25 %   |
| Грузины        | 9                 | 0,17 %   |
| Чуваши         | 8                 | 0,15 %   |
| Белорусы       | 7                 | 0,13 %   |
| Табасараны     | 7                 | 0,13 %   |
| Татары         | 6                 | 0,11 %   |
| Другие         | 114               | 2,17 %   |
| Итого          | 5296              | 100,00 % |

## Административное деление
Антроповский район как административно-территориальная единица включает 4 поселения.
В Антроповский район как муниципальный район входят 4 муниципальных образования со статусом сельских поселений:
| № | Поселение                          | Административный центр | Количество населённых пунктов | Население | Площадь, км2 |
| - | ---------------------------------- | ---------------------- | ----------------------------- | --------- | ------------ |
| 1 | Антроповское сельское поселение    | посёлок Антропово      | 50                            | ↘3275     | 515,32       |
| 2 | Котельниковское сельское поселение | деревня Котельниково   | 62                            | ↘457      | 587,80       |
| 3 | Палкинское сельское поселение      | село Палкино           | 50                            | ↗1302     | 1155,65      |
| 4 | Просекское сельское поселение      | деревня Просек         | 23                            | ↗262      | 202,83       |

Законом Костромской области от 22 июня 2010 года были упразднены:
- Бедринское и Понизовское сельские поселения — влиты в Курновское сельское поселение с административным центром в посёлке Антропово;
- Михайловское, Пеньковское и Трифоновское сельские поселения — влиты в Котельниковское сельское поселение с административным центром в деревне Котельниково;
- Словинское сельское поселение — влито в Палкинское сельское поселение с административным центром в селе Палкино.

Законом Костромской области от 16 июля 2018 года было упразднено Курновское сельское поселение, влитое в Антроповское сельское поселение.

## Населённые пункты
В Антроповском районе 150 населённых пунктов.
| №   | Населённый пункт    | Тип                     | Население | Поселение                          |
| --- | ------------------- | ----------------------- | --------- | ---------------------------------- |
| 1   | Алексеевское        | деревня                 | →0        | Котельниковское сельское поселение |
| 2   | Ананьино            | деревня                 | →0        | Курновское сельское поселение      |
| 3   | Андрюшино           | деревня                 | ↗1        | Палкинское сельское поселение      |
| 4   | Антропово           | посёлок                 | ↘3182     | Антроповское сельское поселение    |
| 5   | Бакшеево            | деревня                 | →0        | Палкинское сельское поселение      |
| 6   | Бедрино             | деревня                 | ↘102      | Курновское сельское поселение      |
| 7   | Бекренево           | деревня                 | →0        | Курновское сельское поселение      |
| 8   | Белозёрово          | деревня                 | →0        | Курновское сельское поселение      |
| 9   | Бетелёво            | деревня                 | ↗30       | Палкинское сельское поселение      |
| 10  | Бобново             | деревня                 | →0        | Курновское сельское поселение      |
| 11  | Боговское           | село                    | ↘15       | Котельниковское сельское поселение |
| 12  | Богослов            | село                    | ↗58       | Палкинское сельское поселение      |
| 13  | Болотово            | деревня                 | ↘1        | Палкинское сельское поселение      |
| 14  | Будаево             | деревня                 | ↘2        | Курновское сельское поселение      |
| 15  | Бутырино            | деревня                 | →0        | Котельниковское сельское поселение |
| 16  | Бушнево             | село                    | ↘2        | Просекское сельское поселение      |
| 17  | Васильевка          | деревня                 | ↗1        | Котельниковское сельское поселение |
| 18  | Васютки             | деревня                 | →0        | Палкинское сельское поселение      |
| 19  | Власьевка           | деревня                 | →0        | Котельниковское сельское поселение |
| 20  | Волково             | деревня                 | ↗1        | Просекское сельское поселение      |
| 21  | Воскресенское       | деревня                 | ↘3        | Котельниковское сельское поселение |
| 22  | Высоково            | деревня                 | ↗25       | Котельниковское сельское поселение |
| 23  | Высоково            | деревня                 | ↘0        | Курновское сельское поселение      |
| 24  | Георгиевское        | село                    | ↗1        | Палкинское сельское поселение      |
| 25  | Гладышево           | деревня                 | →0        | Курновское сельское поселение      |
| 26  | Голенищево          | деревня                 | →0        | Котельниковское сельское поселение |
| 27  | Голочелово          | деревня                 | ↘5        | Курновское сельское поселение      |
| 28  | Голузино            | деревня                 | →0        | Курновское сельское поселение      |
| 29  | Гора                | деревня                 | ↗16       | Котельниковское сельское поселение |
| 30  | Григорово           | деревня                 | →0        | Курновское сельское поселение      |
| 31  | Гридино             | деревня                 | →0        | Палкинское сельское поселение      |
| 32  | Гусево              | деревня                 | ↗1        | Просекское сельское поселение      |
| 33  | Дворище             | деревня                 | ↗1        | Палкинское сельское поселение      |
| 34  | Демино              | деревня                 | ↗12       | Палкинское сельское поселение      |
| 35  | Демино              | деревня                 | ↘0        | Просекское сельское поселение      |
| 36  | Дуброво             | деревня                 | →0        | Палкинское сельское поселение      |
| 37  | Дуплехово           | деревня                 | ↘3        | Котельниковское сельское поселение |
| 38  | Ерёмшино            | деревня                 | ↘5        | Палкинское сельское поселение      |
| 39  | Ермолино            | деревня                 | →0        | Просекское сельское поселение      |
| 40  | Жихарево            | деревня                 | ↗11       | Курновское сельское поселение      |
| 41  | Заболотье           | деревня                 | ↗7        | Котельниковское сельское поселение |
| 42  | Зачин               | деревня                 | →0        | Палкинское сельское поселение      |
| 43  | Ианнополь           | деревня                 | ↗27       | Котельниковское сельское поселение |
| 44  | Иваньково           | деревня                 | →0        | Котельниковское сельское поселение |
| 45  | Ивашево             | деревня                 | ↘12       | Палкинское сельское поселение      |
| 46  | Игнатьево           | деревня                 | →3        | Котельниковское сельское поселение |
| 47  | Ильинское           | деревня                 | →0        | Котельниковское сельское поселение |
| 48  | Исаково             | деревня                 | ↘1        | Палкинское сельское поселение      |
| 49  | Искра               | деревня                 | ↘11       | Курновское сельское поселение      |
| 50  | Канино              | деревня                 | →0        | Палкинское сельское поселение      |
| 51  | Колбино             | деревня                 | →0        | Котельниковское сельское поселение |
| 52  | Комарово            | деревня                 | →0        | Котельниковское сельское поселение |
| 53  | Конышево            | деревня                 | ↘31       | Курновское сельское поселение      |
| 54  | Кордомец            | деревня                 | →0        | Котельниковское сельское поселение |
| 55  | Костарово           | деревня                 | →5        | Палкинское сельское поселение      |
| 56  | Кострыгино          | деревня                 | →0        | Курновское сельское поселение      |
| 57  | Котельниково        | деревня                 | ↗191      | Котельниковское сельское поселение |
| 58  | Кочерёмово          | деревня                 | →0        | Курновское сельское поселение      |
| 59  | Красник             | деревня                 | ↗9        | Курновское сельское поселение      |
| 60  | Красник-Эльский     | деревня                 | ↘2        | Просекское сельское поселение      |
| 61  | Красница            | деревня                 | →0        | Палкинское сельское поселение      |
| 62  | Красница-на-Щученке | деревня                 | ↘0        | Палкинское сельское поселение      |
| 63  | Крутица             | деревня                 | →0        | Палкинское сельское поселение      |
| 64  | Курилово            | деревня                 | ↗133      | Палкинское сельское поселение      |
| 65  | Курново             | деревня                 | ↘134      | Курновское сельское поселение      |
| 66  | Легитово            | деревня                 | ↗61       | Котельниковское сельское поселение |
| 67  | Лежнево             | село                    | ↗15       | Котельниковское сельское поселение |
| 68  | Лучкино             | деревня                 | →0        | Курновское сельское поселение      |
| 69  | Макарово            | деревня                 | →0        | Курновское сельское поселение      |
| 70  | Малинино            | посёлок                 | ↗303      | Палкинское сельское поселение      |
| 71  | Малое Шалдово       | деревня                 | ↘1        | Котельниковское сельское поселение |
| 72  | Малышево            | деревня                 | ↘0        | Палкинское сельское поселение      |
| 73  | Маркашево           | деревня                 | →0        | Курновское сельское поселение      |
| 74  | Мелехино            | деревня                 | ↘7        | Курновское сельское поселение      |
| 75  | Мильгуново          | деревня                 | ↘0        | Курновское сельское поселение      |
| 76  | Митево              | деревня                 | →0        | Курновское сельское поселение      |
| 77  | Митюково            | деревня                 | ↘5        | Котельниковское сельское поселение |
| 78  | Михайловское        | село                    | ↗97       | Котельниковское сельское поселение |
| 79  | Михали              | деревня                 | ↘1        | Котельниковское сельское поселение |
| 80  | Михеево             | деревня                 | →0        | Курновское сельское поселение      |
| 81  | Могучево            | деревня                 | ↘32       | Курновское сельское поселение      |
| 82  | Мокеево             | деревня                 | ↘0        | Курновское сельское поселение      |
| 83  | Монаково            | железнодорожный разъезд | ↘6        | Курновское сельское поселение      |
| 84  | Мохначево           | деревня                 | ↘0        | Курновское сельское поселение      |
| 85  | Мухино              | деревня                 | ↘8        | Котельниковское сельское поселение |
| 86  | Мызино              | деревня                 | →0        | Курновское сельское поселение      |
| 87  | Неверово            | деревня                 | ↗45       | Палкинское сельское поселение      |
| 88  | Немытки             | деревня                 | ↘2        | Курновское сельское поселение      |
| 89  | Нечайково           | деревня                 | →0        | Палкинское сельское поселение      |
| 90  | Николо-Угол         | железнодорожный разъезд | →0        | Курновское сельское поселение      |
| 91  | Никулино            | деревня                 | ↗1        | Курновское сельское поселение      |
| 92  | Никулищево          | деревня                 | ↗1        | Палкинское сельское поселение      |
| 93  | Нифаново            | деревня                 | ↗20       | Палкинское сельское поселение      |
| 94  | Новинское           | деревня                 | ↗11       | Палкинское сельское поселение      |
| 95  | Огонково            | деревня                 | ↗16       | Палкинское сельское поселение      |
| 96  | Охотино             | деревня                 | ↗1        | Курновское сельское поселение      |
| 97  | Палкино             | село                    | ↗1028     | Палкинское сельское поселение      |
| 98  | Паново              | деревня                 | →11       | Палкинское сельское поселение      |
| 99  | Пенье               | деревня                 | ↘1        | Котельниковское сельское поселение |
| 100 | Пеньки              | село                    | ↗149      | Котельниковское сельское поселение |
| 101 | Первушино           | деревня                 | ↗7        | Котельниковское сельское поселение |
| 102 | Першино             | деревня                 | ↗1        | Просекское сельское поселение      |
| 103 | Першуково           | деревня                 | ↘2        | Котельниковское сельское поселение |
| 104 | Пестово             | деревня                 | ↘27       | Курновское сельское поселение      |
| 105 | Плаксино            | деревня                 | ↗1        | Палкинское сельское поселение      |
| 106 | Подель              | деревня                 | ↘30       | Курновское сельское поселение      |
| 107 | Половецкое          | деревня                 | ↗9        | Просекское сельское поселение      |
| 108 | Полутино            | деревня                 | ↗1        | Палкинское сельское поселение      |
| 109 | Помчище             | деревня                 | ↗123      | Палкинское сельское поселение      |
| 110 | Понизье             | село                    | ↘88       | Курновское сельское поселение      |
| 111 | Починок             | деревня                 | →0        | Палкинское сельское поселение      |
| 112 | Просек              | деревня                 | ↗346      | Просекское сельское поселение      |
| 113 | Пуминово            | деревня                 | ↘13       | Курновское сельское поселение      |
| 114 | Романово            | деревня                 | →3        | Палкинское сельское поселение      |
| 115 | Савино              | деревня                 | ↗51       | Котельниковское сельское поселение |
| 116 | Савкино             | деревня                 | →0        | Палкинское сельское поселение      |
| 117 | Сатиево             | деревня                 | →0        | Курновское сельское поселение      |
| 118 | Сатинское           | деревня                 | ↗1        | Котельниковское сельское поселение |
| 119 | Сваино              | деревня                 | →4        | Курновское сельское поселение      |
| 120 | Семёшево            | деревня                 | →4        | Котельниковское сельское поселение |
| 121 | Скорлываново        | деревня                 | ↗6        | Котельниковское сельское поселение |
| 122 | Слобода             | деревня                 | ↗51       | Котельниковское сельское поселение |
| 123 | Словинка            | село                    | ↗149      | Палкинское сельское поселение      |
| 124 | Спирково            | деревня                 | →3        | Палкинское сельское поселение      |
| 125 | Степино             | деревня                 | →0        | Курновское сельское поселение      |
| 126 | Сухоломово          | деревня                 | ↘13       | Котельниковское сельское поселение |
| 127 | Терёшино            | деревня                 | ↗3        | Просекское сельское поселение      |
| 128 | Торопово            | деревня                 | ↘11       | Курновское сельское поселение      |
| 129 | Трифон              | село                    | ↗173      | Котельниковское сельское поселение |
| 130 | Троицкое            | деревня                 | ↘9        | Котельниковское сельское поселение |
| 131 | Турилово            | деревня                 | ↗27       | Палкинское сельское поселение      |
| 132 | Федяево             | деревня                 | ↘2        | Курновское сельское поселение      |
| 133 | Филёво              | деревня                 | ↗1        | Курновское сельское поселение      |
| 134 | Филино-Погарь       | деревня                 | ↘0        | Просекское сельское поселение      |
| 135 | Халезово            | деревня                 | ↘1        | Котельниковское сельское поселение |
| 136 | Хлопцово            | деревня                 | ↘11       | Котельниковское сельское поселение |
| 137 | Цибаково            | деревня                 | ↘6        | Просекское сельское поселение      |
| 138 | Чахово              | деревня                 | ↗3        | Котельниковское сельское поселение |
| 139 | Чашково             | деревня                 | ↘5        | Просекское сельское поселение      |
| 140 | Чебаново            | деревня                 | ↘9        | Курновское сельское поселение      |
| 141 | Шалдово             | деревня                 | ↘3        | Котельниковское сельское поселение |
| 142 | Шарапово            | деревня                 | ↗9        | Просекское сельское поселение      |
| 143 | Шастово             | деревня                 | ↗38       | Котельниковское сельское поселение |
| 144 | Шахматово           | деревня                 | →0        | Палкинское сельское поселение      |
| 145 | Шильдяково          | деревня                 | ↘2        | Котельниковское сельское поселение |
| 146 | Шолохово            | деревня                 | ↗2        | Котельниковское сельское поселение |
| 147 | Шутово              | деревня                 | ↗7        | Котельниковское сельское поселение |
| 148 | Юркино              | деревня                 | →0        | Палкинское сельское поселение      |
| 149 | Юрьево              | деревня                 | ↘4        | Палкинское сельское поселение      |
| 150 | Ястребино           | деревня                 | ↗1        | Котельниковское сельское поселение |

### Упразднённые населённые пункты
Деревня Аксёново, деревня Ананьино, деревня Андраково, деревня Анисимово (Михайловский с/с), деревня Анисимово (Палкинский с/с), деревня Астафьево, деревня Афимьино, деревня Бакланово, деревня Бакланцево, деревня Баланино, деревня Басово, деревня Бельдино, деревня Берёзовка, деревня Бородино, деревня Брюхавицино, село Бувыкино, деревня Бурдатово, деревня Буяново, деревня Васильево, деревня Ватаманово, деревня Вередишино, деревня Владимирово, деревня Владимирское, деревня Воронино, деревня Воскресенское, деревня Вязовик, деревня Гавренево, деревня Галкино, деревня Головино, деревня Горево, деревня Городище, деревня Горюшкино, деревня Губаново, деревня Данилково, деревня Даровина, деревня Денежниково, деревня Денисово (Антроповский с/с), деревня Денисово (Котельниковский с/с), деревня Деревягино, деревня Дмитриевское, деревня Дорок, деревня Евлево, деревня Еремейцево, село Ержа, деревня Желудки, деревня Жеребилово, деревня Жуково (Котельниковский с/с), село Жуково (Просекский с/с), деревня Заднево, деревня Задний Двор, деревня Займа, деревня Заречье, деревня Заулково, деревня Зилово, деревня Ивонино, деревня Игнатово, деревня Игумново, деревня Исаково, деревня Каравайково, деревня Климитино, деревня Климово, деревня Клишково, деревня Козлово, деревня Колесово, деревня Комлево, деревня Контеево, деревня Копылино, деревня Кочергино, деревня Кощеево, деревня Красково, деревня Курково, деревня Ларионниково, деревня Лопарево, деревня Малафейково, деревня Малое Канино, деревня Мантурово, деревня Матвейково (Антроповский с/с), деревня Матвейково (Котельниковский с/с), деревня Махлево, посёлок Маховатка, деревня Минцево, деревня Михалёво, деревня Неверково, деревня Неверово 1-е, деревня Нетечкино, деревня Нигулино, деревня Никитки, село Николо-Каликино, деревня Новиково, деревня Новинское, деревня Ново-Ивановское (Савкино), деревня Новое, деревня Норино, деревня Олехово, деревня Осташево, деревня Отшелье, деревня Панино, деревня Панкратово, деревня Панфилово, деревня Патракейцево, деревня Пахтаново, деревня Передний Двор, деревня Плеснино, деревня Плетиково, деревня Подлесново, деревня Поздеево, деревня Половинница, деревня Понурино, деревня Попов Починок, село Порга, деревня Попадьино, деревня Поповкино, деревня Путяково, деревня Пынгирь, деревня Репище, деревня Родино, деревня Рудино, деревня Сидорово, деревня Слабыри, деревня Слезино, деревня Слоново, деревня Смольянки, деревня Сокольниково, деревня Соцевино, деревня Средний Двор, деревня Стайново, деревня Старово, деревня Сухотино, деревня Сывки, деревня Табучево, деревня Тарасово, деревня Тепляково, деревня Терехово, село Теприново, деревня Тизяково, деревня Титово, село Троица-Шебол, деревня Труфаново, деревня Турлыково, деревня Турово, деревня Угол, деревня Улитино, деревня Фомикино, деревня Фомино, деревня Харламово, деревня Хвастово, деревня Хрулево, деревня Черепенино, деревня Черново, деревня Шабунино, деревня Шильники, деревня Шипулино, деревня Шиханово, деревня Шумилово, деревня Щапово, деревня Щепихино, деревня Якимцево.
- 2024 год — деревни Алешово, Ботвино, Бурдаково, Быково, Галкино, Дегтярёво, Деревенька, Зикеево, Зимнево, Мелюшино, Нестерово, Олонино, Пасьма, Степурино, Трухино, Шелыгино, Якунино.
- 2025 год — деревни Алексино, Вольгино, Извал, Искино, Кикиморино, Лаврушево, Лом, Лысково, Митино, Панькино, Поярково, Скородново, Спирдово, Филино, Шерстнево, Шигорино, Шихино, Шувакино.

## Экономика
По социально-экономическому развитию Антроповский район сильно отстаёт от других. Неутешительный вывод следует из докладов областных чиновников. Зарплаты здесь на 40 процентов ниже, чем в целом по области. Смертность в два раза превышает рождаемость. Квалифицированную медицинскую помощь в районе получить сложно. Из-за нехватки кадров закрылись пять фельдшерско-акушерских пунктов.